# Sysyphus
Sysyphus è una suite strumentale d'avanguardia in quattro parti scritta dal tastierista Richard Wright della band progressive rock Pink Floyd. La canzone è considerata molto sperimentale e psichedelica, con le parti III e IV che suonano quasi come prive di senso. La canzone è inclusa nella parte studio di Ummagumma (ed è la canzone che apre l'album in studio). Sysyphus venne suonata solo quattro volte dal vivo nella storia della band. 
Il pezzo strumentale di Rick Wright è stato chiamato come un personaggio della mitologia greca, più comunemente scritto in inglese "Sisyphus" (Mabbett 1995). Differenza ortografica a parte,  la canzone è chiaramente un'interpretazione musicale della Sfida di Sisifo. La descrizione di Wright di Sisifo che spinge una roccia su una collina scoscesa nell'Ade è evidente nelle parti lente e monotone della canzone. Brevi momenti di calma musicale quando Sisifo raggiunge la cima della collina sono seguite dalle porzioni cacofoniche della canzone in cui Wright usa la dissonanza per mostrare la disperazione di Sisifo quando insegue la roccia sull'altro lato del colle. La traccia fu raramente suonata dal vivo nel 1970.

## Divisione interna della suite
- Sysyphus Part I: Sysyphus Part One, una sorta di introduzione, apre il disco portando subito l'atmosfera su toni solenni, quasi funerei. L'utilizzo del mellotron in questo primo minuto abbondante è ampio, essendo lo strumento che crea il tema principale del pezzo.

Sono quattro i cambiamenti principali del brano, anche se si mantiene su una rigida struttura ritmica e melodica, scandita da un martellare di timpani, di 4/4. I primi dodici secondi vedono la seguente successione in tonalità di Re minore: Re, Mi bemolle, Do, Re, La, Si bemolle, Sol, Do diesis, Re. Nei successivi dodici secondi la tonalità cambia e va in Fa maggiore: Fa, Do, Re, Si bemolle, Do, La bemolle, Sol. Da 0:24 a 0:36 si ripete la successione melodica dei primi dodici secondi per poi riprendere la seconda serie. Quest'ultima successione, fino a 0:50, si dilunga in un crescere di piatti mantenendo inalterata l'ultima nota, il Sol. Gli ultimi diciotto secondi riprendono la prima serie la cui ultima nota, il Re, si allaccia alla composizione successiva, Sysyphus Part Two.
- Sysyphus Part II: La seconda parte inizia con note di piano e verso la fine note di piano che non si sentono normalmente.
- Sysyphus Part III: Questa contiene strane note di piano, con anche alcune percussioni e note di mellotron che ricordano dei lunghi versi striduli; il suono ha un che di psichedelico.
- Sysyphus Part IV: Part Four conclude la composizione Sysyphus di Richard Wright. Nei primi tre minuti e quindici secondi Wright, con una dolce melodia, lascia entrare l'ascoltatore in un mondo di quiete, enfatizzato dal continuo cinguettare di uccelli e dallo scorrere di un ruscello in sottofondo. Dallo spettro di frequenza sopra visualizzato si nota, dal minuto 3:14, un grosso scarto. Quest'ultimo, nell'ascolto, sta a significare l'improvviso irrompere di un brutale accordo dissonante della durata di circa 20 secondi (catalogabile come una perfetta colonna sonora per un film dell'orrore) che proietta la seconda metà del brano dal lato più paradisiaco ad un lato più oscuro. Questa parte è sviluppata, dal minuto 4:24, su degli accordi dissonanti di organo, ai quali vengono sovrapposte brevi scale cromatiche ascendenti a varie velocità e violenti accordi disarmonici di pianoforte, in un clima progressivamente più saturo ed estremo. Dal minuto 5:24 comincia a delinearsi nuovamente il tema principale di Part One che si libera definitivamente dei rumorismi dal minuto 5:54, quando, in maniera più solenne e con il tempo più rallentato, si pone come tema finale del brano.

## Esecutori
- Richard Wright - Organo Farfisa, Mellotron, Piano, chitarra basso, timpani, percussioni